# Iselma erythroptera
Iselma erythroptera es una especie de coleóptero de la familia Meloidae.

## Distribución geográfica
Habita en la Provincia del Cabo (Sudáfrica).